# The Quiet Place
The Quiet Place est le premier single pour l'album Soundtrack To Your Escape du groupe de death metal mélodique suédois In Flames. Il est sorti en 2004.
1. The Quiet Place 3:45
2. My Sweet Shadow (Remix) 3:45
3. Värmlandsvisan (Live) 1:54
4. The Quiet Place (vidéo clip)